# Nová Vieska
Nová Vieska (in ungherese Kisújfalu) è un comune della Slovacchia facente parte del distretto di Nové Zámky, nella regione di Nitra.

## Gemellaggio
- Budaörs